# 1989年のスポーツ
1989年のスポーツ（1989ねんのスポーツ）では、1989年（平成元年）のスポーツ関連の出来事についてまとめる。

## できごと
- 1月5日～15日 - 国際サッカー連盟、第1回5人制サッカー選手権開催
- 1月20日 - 島秀之助、野村克也、野口二郎の日本野球殿堂入り決定
- 4月15日 - サッカー・FAカップ準決勝で立見席にファンが殺到し、死者93人、負傷者200人の大惨事となる
- 9月9日 - 第1回日本女子サッカーリーグ(JLSL)開幕（~1990年1月28日）
- 8月22日 - アメリカ大リーグ投手のノーラン・ライアン、5000奪三振達成
- 9月29日 - 横綱千代の富士貢、角界初の国民栄誉賞受賞
- 10月15日 - 佐賀県に日本初の無農薬ゴルフ場（嘉瀬川リバーサイドゴルフ場）オープン
- 10月23日 - 中華職業棒球連盟設立、翌年から台湾プロ野球スタート
- 11月29日 - ルーマニアの体操選手、ナディア・コマネチがハンガリーに亡命
- 12月1日 - 国際柔道連盟、教育的指導廃止
- 12月15日 - 第1回世界武術選手権、北京で開催

## 総合競技大会
- 第16回世界ろう者競技大会（ニュージーランド・クライストチャーチ・1月17日～30日） - 日本の獲得メダル:金7、銀3、銅4
- 第14回冬季ユニバーシアード（ブルガリア・ソフィア・3月2日～12日） - 日本の獲得メダル:金2、銀1、銅4
- 第4回スペシャルオリンピックス冬季世界大会（アメリカ・リノ、レイクタホ・4月1日～8日）
- 第3回ワールドゲームズ（西ドイツ・カールスールエ・7月20日～30日）
- 第13回世界青年学生祭典（北朝鮮・平壌・7月1日～7月8日）
- 第15回夏季ユニバーシアード（西ドイツ・デュースブルク・8月22日～30日） - 日本の獲得メダル:金0、銀2、銅0
- 第5回極東・南太平洋障害者スポーツ大会（9月15日～20日・神戸市）
- 第2回ワールドマスターズゲームズ（デンマーク・ヘンニング、オーフス、オールボー）
- 第44回はまなす国体（冬季スケート・アイスホッケー - 1月28日～31日・北海道、冬季スキー・バイアスロン - 2月19日～22日・北海道、夏季 - 9月3日～7日・北海道、秋季 - 9月17日～22日・北海道）
天皇杯順位:優勝 北海道、第2位 東京都、第3位 神奈川県
皇后杯順位:優勝 北海道、第2位 東京都、第3位 大阪府

## アイスホッケー
- スタンレーカップ決勝（1988-1989シーズン）
カルガリー・フレームス （4勝2敗） モントリオール・カナディアンズ

## アメリカンフットボール

### NFL
- AFCチャンピオンシップゲーム（1月8日、リバーフロント・スタジアム）
シンシナティ・ベンガルズ 21 - 10 バッファロー・ビルズ
- NFCチャンピオンシップゲーム（1月8日、ソルジャー・フィールド）
サンフランシスコ・49ers 28 - 3 シカゴ・ベアーズ
- 第23回スーパーボウル（1月22日、フロリダ州ジョー・ロビー・スタジアム）
サンフランシスコ・49ers (NFC、4年ぶり3度目) 20-16 シンシナティ・ベンガルズ (AFC)

### 日本の大会
- 第42回ライスボウル(1月3日、国立霞ヶ丘競技場陸上競技場）
日本大学フェニックス(学生代表) 47-7 レナウンローバーズ(社会人代表）
- 第45回毎日甲子園ボウル(12月17日、兵庫県西宮市・阪神甲子園球場）
日本大学フェニックス(関東学生代表) 45-14 関西学院大学ファイターズ(関西学生代表)
- 第3回東京スーパーボウル(12月6日、東京都文京区・東京ドーム）
アサヒビールシルバースター 14 - 9 日本電気ファルコンズ

## 大相撲
- 一月場所（両国国技館・9日～23日）
幕内最高優勝 : 北勝海信芳（14勝1敗,4回目）
十両優勝 : 栃司哲史（11勝4敗）
- 三月場所（大阪府立体育会館・12日～26日）
幕内最高優勝 : 千代の富士貢（14勝1敗,27回目）
十両優勝 : 久島海啓太（11勝4敗）
- 五月場所（両国国技館・7日～21日）
幕内最高優勝 : 北勝海信芳（13勝2敗,5回目）
十両優勝 : 久島海啓太（10勝5敗）
- 七月場所（愛知県体育館・2日～16日）
幕内最高優勝 : 千代の富士貢（12勝3敗,28回目）
十両優勝 : 栃司哲史（12勝3敗）
- 九月場所（両国国技館・10日～24日）
幕内最高優勝 : 千代の富士貢（15戦全勝,29回目）
十両優勝 : 龍興山一人（10勝5敗）
- 十一月場所（福岡国際センター・12日～26日）
幕内最高優勝 : 小錦八十吉（14勝1敗,初）
十両優勝 : 小城ノ花昭和（13勝2敗）
- 年間最優秀力士賞：千代の富士貢（65勝10敗15休）
- 年間最多勝：北勝海信芳（72勝18敗）

## 競馬

### 日本のGI競走
中央競馬
- 桜花賞（阪神・4月9日） 優勝：シャダイカグラ、騎手：武豊
- 皐月賞（中山・4月16日） 優勝：ドクタースパート、騎手：的場均
- 天皇賞（春）（京都・4月29日） 優勝：イナリワン、騎手：武豊
- 安田記念（東京・5月14日) 優勝：バンブーメモリー、騎手：岡部幸雄
- 優駿牝馬（オークス）（東京・5月21日)  優勝：ライトカラー、騎手：田島良保
- 東京優駿（日本ダービー）（東京・5月28日) 優勝：ウィナーズサークル、騎手：郷原洋行
- 宝塚記念（阪神・6月11日) 優勝：イナリワン、 騎手：武豊
- 天皇賞（秋）（東京・10月29日） 優勝：スーパークリーク、騎手：武豊
- 菊花賞（京都・11月5日） 優勝：バンブービギン、騎手：南井克巳
- エリザベス女王杯（京都・11月12日） 優勝：サンドピアリス、騎手：岸滋彦
- マイルチャンピオンシップ（京都・11月19日） 優勝：オグリキャップ、騎手：南井克巳
- ジャパンカップ（東京・11月26日） 優勝：ホーリックス、騎手：ランス・オサリバン
- 朝日杯3歳ステークス（中山・12月17日） 優勝：アイネスフウジン、騎手：中野栄治
- 阪神3歳ステークス（阪神・12月17日） 優勝：コガネタイフウ、騎手：田原成貴
- 有馬記念（中山・12月24日） 優勝：イナリワン、騎手：柴田政人

### JRA賞
- 年度代表馬・最優秀5歳以上牡馬　イナリワン
- 最優秀3歳牡馬　アイネスフウジン
- 最優秀3歳牝馬　サクラサエズリ
- 最優秀4歳牡馬　ウイナーズサークル
- 最優秀4歳牝馬　シャダイカグラ
- 最優秀5歳以上牝馬　ルイジアナピット
- 最優秀短距離馬　バンブーメモリー
- 最優秀父内国産馬　バンブービギン
- 最優秀ダートホース　ダイナレター
- 最優秀障害馬　メジロマスキット
- 最優秀アラブ　該当馬無し
- 最多勝利騎手・最多賞金獲得騎手　武豊
- 最高勝率騎手　岡部幸雄

## ゴルフ

### 世界4大大会（男子）
- マスターズ優勝者：ニック・ファルド（イギリス）
- 全米オープン優勝者：カーティス・ストレンジ（アメリカ）
- 全英オープン優勝者：マーク・カルカベッキア（アメリカ）
- 全米プロゴルフ優勝者：ペイン・スチュワート（アメリカ）

ストレンジが全米オープンで大会2連覇を達成。（現時点では全米オープン連覇はストレンジが最後になっている。）

### 世界4大大会（女子）
- ナビスコ・ダイナ・ショア大会優勝者：ジュリ・インクスター（アメリカ）
- 全米女子プロゴルフ優勝者：ナンシー・ロペス（アメリカ）
- 全米女子オープン優勝者：ベッツィ・キング（アメリカ）
- デュモーリエ・クラシック優勝者：タミー・グリーン（アメリカ）

日本の岡本綾子が全米女子プロゴルフ選手権で2位。

### 日本
- 賞金王（男子）：尾崎将司
- 賞金女王：涂阿玉

## 自転車競技

### ロードレース
- 第72回ジロ・デ・イタリア
総合優勝：ローラン・フィニョン（フランス）
- 第76回ツール・ド・フランス
総合優勝：グレッグ・レモン（アメリカ）
- ロード世界選手権（フランス・シャンベリ）
男子優勝：グレッグ・レモン（アメリカ）

## テニス

### グランドスラム
- 全豪オープン　男子単優勝：イワン・レンドル（チェコスロバキア）、女子単優勝：シュテフィ・グラフ（西ドイツ）
- 全仏オープン　男子単優勝：マイケル・チャン（アメリカ）、女子単優勝：アランチャ・サンチェス・ビカリオ（スペイン）
- ウィンブルドン　男子単優勝：ボリス・ベッカー（西ドイツ）、女子単優勝：シュテフィ・グラフ（西ドイツ）
- 全米オープン　男子単優勝：ボリス・ベッカー（西ドイツ）、女子単優勝：シュテフィ・グラフ（西ドイツ）

ベッカーとグラフの国籍は、再統一前の「西ドイツ」で記載。グラフは全仏決勝でサンチェスに不覚を取り“連続グランドスラム”を逃したが、ベッカーがウィンブルドン選手権と全米オープンで4大大会2連勝を果たし、西独テニスの黄金期を印象づけた年になる。

## プロレス
- プロレス大賞MVP:前田日明（UWF）初受賞
- 世界最強タッグ決定リーグ戦（全日本プロレス） 優勝：天龍源一郎&スタン・ハンセン「龍鑑砲」組（初優勝）

## モータースポーツ

### 世界
- F1世界選手権　
  - ドライバーズ:アラン・プロスト
  - コンストラクターズ:マクラーレン・ホンダ
- 世界ラリー選手権（WRC）
  - ドライバーズ:ミキ・ビアシオン
  - メイクス:ランチャ
- 世界スポーツプロトタイプカー選手権（WSPC）
  - ドライバーズ:ジャン＝ルイ・シュレッサー
  - チームズ:ザウバー・メルセデス
- ル・マン24時間レース
  - 優勝車:ザウバー・C9/メルセデス
  - 優勝ドライバー:ヨッヘン・マス/スタンレー・ディケンズ/マヌエル・ロイター
- ロードレース世界選手権（WGP）
  - 500ccクラス：エディ・ローソン（ホンダ）
  - 250ccクラス：アルフォンソ・ポンス（ホンダ）
  - 125ccクラス：アレックス・クリビーレ（コバス）
  - 80ccクラス：マヌエル・ヘレロス (デルビ)

### 日本
- 全日本F3000選手権　小河等
- 全日本GC選手権　ジェフ・リース
- 全日本スポーツプロトタイプカー耐久選手権　高橋国光
- 全日本ツーリングカー選手権　長谷見昌弘

## 誕生

### 1月
- 1月3日 - 内村航平（長崎県、体操）
- 1月6日 - 亀田大毅（大阪府、ボクシング）
- 1月20日 - ニック・フォールズ（アメリカ合衆国、アメリカンフットボール）
- 1月26日 - エミリー・ヒューズ（アメリカ合衆国、フィギュアスケート）
- 1月27日 - 田知本愛（富山県、柔道）

### 2月
- 2月16日 - 金崎夢生（三重県、サッカー）
- 2月17日 - レベッカ・アドリントン（イギリス、水泳）
- 2月18日 - クリスチーナ・ゴルシュコワ（ロシア、フィギュアスケート）
- 2月20日 - 黒田真由（愛知県、体操）
- 2月27日 - 小塚崇彦（愛知県、フィギュアスケート）

### 3月
- 3月3日 - 権田修一（東京都、サッカー）
- 3月6日 - アグニエシュカ・ラドワンスカ（ポーランド、テニス）
- 3月9日 - ホン・ウンジョン（北朝鮮、体操）
- 3月17日 - 香川真司（兵庫県、サッカー）
- 3月21日 - 有田隆平（福岡県、ラグビー）
- 3月24日 - 井岡一翔（大阪府、ボクシング）
- 3月26日 - スコット・シンクレア（イギリス、サッカー）
- 3月30日 - リチャード・シャーマン（アメリカ合衆国、アメリカンフットボール）
- 3月31日 - 劉子歌（中国、水泳）

### 4月
- 4月7日 - テディ・リネール（フランス、柔道）
- 4月23日 - ニコル・バイディソバ（チェコ、テニス）
- 4月28日 - 中村美里（東京都、柔道）
- 4月30日 - 鎌倉涼（大阪府、競艇）

### 5月
- 5月4日 - ローリー・マキロイ（イギリス、ゴルフ）
- 5月11日 - ジョバニ・ドス・サントス（メキシコ、サッカー）
- 5月11日 - キャム・ニュートン（アメリカ合衆国、アメリカンフットボール）
- 5月14日 - ロブ・グロンコウスキー（アメリカ合衆国、アメリカンフットボール）
- 5月30日 - アレクサンドラ・ドゥルゲル（ルーマニア、テニス）

### 6月
- 6月2日 - フレディー・アドゥー（アメリカ合衆国、サッカー）
- 6月3日 - ケイティ・ホフ（アメリカ合衆国、水泳）
- 6月9日 - 水谷隼（静岡県、卓球）
- 6月12日 - 立石諒（神奈川県、水泳）
- 6月15日 - スティーブン・キャリエール（アメリカ合衆国、フィギュアスケート）
- 6月15日 - 寺尾裕道 (栃木県、アイスホッケー)
- 6月16日 - エレーナ・グレボワ（エストニア、フィギュアスケート）

### 7月
- 7月7日 - クリス・リード（アメリカ合衆国→日本、フィギュアスケート）
- 7月13日 - 柏原竜二（福島県、陸上競技）
- 7月16日 - 田児賢一（埼玉県、バドミントン）
- 7月16日 - ガレス・ベイル（イギリス、サッカー）
- 7月19日 - 垣岩令佳（滋賀県、バドミントン）
- 7月25日 - 中矢力（愛媛県、柔道）
- 7月26日 - 淡路卓（宮城県、フェンシング）
- 7月31日 - ビクトリア・アザレンカ（ベラルーシ、テニス）

### 8月
- 8月7日 - 絹川愛（群馬県、陸上競技）
- 8月10日 - ベン・サハル（イスラエル、サッカー）
- 8月14日 - 金田久美子（愛知県、ゴルフ）
- 8月17日 - 詹詠然（台湾、テニス）

### 9月
- 9月12日 - アンドリュー・ラック（アメリカ合衆国、アメリカンフットボール）
- 9月13日 - トーマス・ミュラー（ドイツ、サッカー）
- 9月15日 - ステリアナ・ニストル（ルーマニア、体操）
- 9月22日 - ザビーネ・リシキ（ドイツ、テニス）
- 9月27日 - 朴泰桓（韓国、水泳）
- 9月29日 - 火亮（中国、飛び込み）
- 9月30日 - 鈴木彩香（神奈川県、ラグビー）

### 10月
- 10月4日 - キミー・マイズナー（アメリカ合衆国、フィギュアスケート）
- 10月10日 - 宮里美香（沖縄県、ゴルフ）
- 10月11日 - ミシェル・ウィー（アメリカ合衆国、ゴルフ）
- 10月12日 - 近江谷杏菜（北海道、カーリング）
- 10月22日 - 山口真理恵（神奈川県、ラグビー）
- 10月30日 - ナスティア・リューキン（アメリカ合衆国、体操）

### 11月
- 11月7日 - 江畑幸子（秋田県、バレーボール）
- 11月9日 - 上川大樹（山口県、柔道）
- 11月10日 - 近江あかり（京都府、バレーボール）
- 11月12日 - 清武弘嗣（大分県、サッカー）
- 11月29日 - 田中佑典（和歌山県、体操）

### 12月
- 12月5日 - パメラ・ジェリモ（ケニア、陸上競技）
- 12月6日 - 斉藤愛璃 (神奈川県、ゴルファー)
- 12月19日 - 三浦皇成（東京都、競馬）
- 12月29日 - 錦織圭（島根県、テニス）

## 死去
- 1月9日 - ビル・テリー（アメリカ、野球、*1898年）
- 1月28日 - ハリナ・コノパッカ（ポーランド、陸上競技、*1900年）
- 2月10日 - グレンナ・コレット・バレ（アメリカ、ゴルフ、*1903年）
- 2月23日 - 山田昇（群馬県、登山家、*1950年）
- 3月20日 - 天龍三郎（静岡県、相撲、*1903年）
- 4月11日 - 島岡吉郎（長野県、野球、*1911年）
- 4月13日 - 西堀栄三郎（京都府、登山家、*1903年）
- 4月25日 - 辻佳紀（福井県、野球、*1940年）
- 5月2日 - 槙有恒（宮城県、登山家、*1894年）
- 5月13日 - 西垣徳雄（兵庫県、野球、*1910年）
- 5月20日 - マイク・ラインバック（アメリカ、野球、*1949年）
- 5月22日 - 佐々木宏一郎（岐阜県、野球、*1943年）
- 7月28日 - 小西喜蔵（岩手県、競馬、*1908年）
- 8月15日 - 三根山隆司（東京都、相撲、*1922年）
- 8月28日 - 大浦留市（香川県、陸上競技、*1896年）[1]
- 10月16日 - 二出川延明（兵庫県、野球、*1901年）
- 11月9日 - 斉藤一之（千葉県、野球、*1929年）
- 12月30日 - 中野文照（岐阜県、テニス、*1915年）
- 12月30日 - 宮崎康二（静岡県、水泳、*1916年）